# Contea di Shuangfeng
La contea di Shuangfeng (涟源市S, Shuāngfēng XiànP) è una contea della Cina, situata nella provincia di Hunan e amministrata dalla prefettura di Loudi.